# Lenka Vaňková

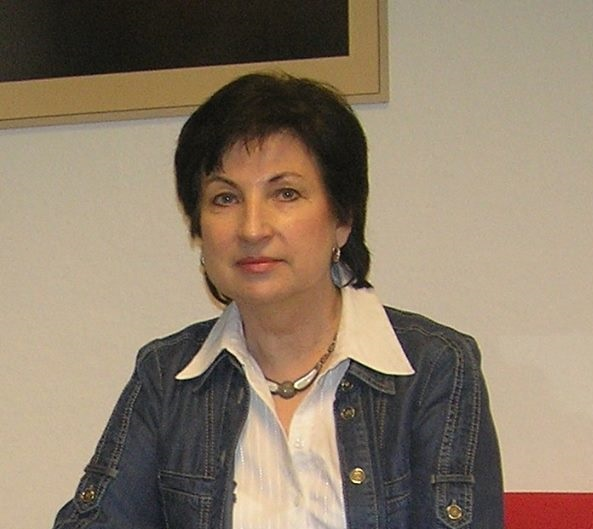
Lenka Vaňková, 2014

Lenka Vaňková (* 17. September 1956 in Orlová) ist eine tschechische Germanistin und Sprachwissenschaftlerin, Leiterin des Lehrstuhls für Germanistik an der Philosophischen Fakultät der Universität Ostrava (deutsch: Universität Ostrau), Präsidentin des Germanistenverbandes der Tschechischen Republik und Mitglied des Instituts für Deutsche Sprache (IDS) in Mannheim.

## Leben
Lenka Vaňková studierte Germanistik und Russistik an der Philosophischen Fakultät der Universität Brno (Brünn). Seit 1999 ist sie Leiterin des Lehrstuhls für Germanistik der Universität Ostrava. 2002 habilitierte sie sich an der Philosophischen Fakultät II der Universität Würzburg und 2004 absolvierte sie das Habilitationsverfahren an der Philosophischen Fakultät der Palacký-Universität Olomouc (Olmütz). Von 2003 bis 2005 war sie als Prodekanin für Auslandsbeziehungen und Entwicklung an der Philosophischen Fakultät der Universität Ostrava tätig. Im Jahre 2010 wurde sie zur Professorin für das Fachgebiet Deutsche Sprache ernannt. 2014 wurde sie Mitglied des Internationalen Wissenschaftlichen Rates am Institut für Deutsche Sprache (IDS) in Mannheim.
Lenka Vaňková ist verheiratet und hat zwei Töchter.

## Forschungsschwerpunkte
Lenka Vaňková ist seit 2011 Direktorin des Zentrums für Fachsprachenforschung (ZfF) an der Philosophischen Fakultät der Universität Ostrava. Sie betreut den wissenschaftlichen Nachwuchs und ist auf dem Gebiet der internationalen Zusammenarbeit erfolgreich. Sie ist in der Fachöffentlichkeit u. a. durch die Transkription und Sprachanalyse zahlreicher deutscher mittelalterlicher und frühneuhochdeutscher medizinischer Handschriften bekannt geworden.

## Forschungsprojekte (Auswahl)
- Stärkung der Entwicklung des Zentrums für die Erforschung der deutschen und englischen Fachsprache an der Philosophischen Fakultät der Universität Ostrava (CZ.1.07/2.3.00/20.0222: 2012–2015)
- Ausdrucksmittel der Emotionalität im deutsch-tschechischen Sprachvergleich (GA405/09/0718: 2009–2013)
- Verzeichnis und grundsätzliche philologische Auswertung der deutschen medizinischen mittelalterlichen und frühneuzeitlichen Handschriften, die in den böhmischen Ländern aufbewahrt werden (IAA901860901: 2009–2012) – Medizinische Texte aus böhmischen und mährischen Archiven und Bibliotheken (14.–16. Jh.)

## Veröffentlichungen (Auswahl)
- mit Axel Satzger und Norbert Richard Wolf (Hrsg.): Fachkommunikation im Wandel. Ostravská univerzita v Ostravě, Ostrava 2015, ISBN 978-80-7464-745-1.
- et al.: Lexikalische Ausdrucksmittel der Emotionalität im Deutschen und im Tschechischen. Ostravská univerzita v Ostravě, Ostrava 2015, ISBN 978-80-7464-460-3.
- als Hrsg.: Emotionalität im Text. Stauffenburg-Verl., Tübingen 2014, ISBN 978-3-95809-506-9.
- unter Mitarbeit von Václav Bok, Gundolf Keil und Lenka Vodrážková: Medizinische Texte in Archiven und Bibliotheken Böhmens und Mährens. (14.-16. Jh.). Ostravská univerzita v Ostravě, Ostrava 2014, ISBN 978-80-7464-193-0.
- (Hrsg.): Fachtexte des Spätmittelalters und der Frühen Neuzeit. Tradition und Perspektiven der Fachprosa- und Fachsprachenforschung. De Gruyter, Berlin 2014, ISBN 978-3-11-035313-6.
- mit Gundolf Keil: Mesuë a jeho ‘Grabadin’. Standardní dílo středovĕké farmacie / Mesuë und sein ‘Grabadin’. Ein Standardwerk der mittelalterlichen Pharmazie. Edition – Übersetzung – Kommentar / Edice – Přzeklad – Komentař. Tilia, Šenov u Ostravy, Ostrava 2005. ISBN 80-7042-685-3.
- Medizinische Fachprosa aus Mähren. Sprache – Struktur – Edition. (Philosophische Habilitationsschrift, Würzburg 2002) Reichert, Wiesbaden 2004 (= Wissensliteratur im Mittelalter. Schriften des Sonderforschungsbereichs 226 Würzburg/Eichstätt. Band 41), ISBN 3-89500-394-8.
- Die frühneuhochdeutsche Kanzleisprache des Kuhländchens. Lang, Frankfurt am Main/Berlin u. a. 1999, ISBN 3-631-34349-3.
- als Hrsg. mit Iva Kratochvilová: Germanistik im Spiegel der Generationen. Festschrift Zdeněk Masařík. Opava/Ostrava 2004.
- mit Gundolf Keil: Medizinische Fachprosa. Beobachtungen zur wissensvermittelndern Literatur Schlesiens. In: Marek Hałun, Anna Manko-Matysiak (Hrsg.): Schlesische Gelehrtenrepublik. Band 1, Breslau 2004, S. 33–35.
- mit Gundolf Keil: „Der Kreps ist ain appostem“. Zu Inhalt und Sprache des Apostemtraktats im pharmazeutischen Kompendium R[ukopis] 16 von [Kunewalde/]Kunín. In: Acta Facultatis Philosophicae Universitatis Ostraviensis: Studia germanistica. Band 7), Ostrava 2010, S. 97–106.